# 吳錫輝
吳錫輝（英語：Raymond Ng Sek Fai，1951年7月10日—），前香港電台副廣播處長。他於1974年加入香港電台，2006年退休。2013年起參與電視節目製作，身兼監製及主持崗位製作外購節目。

## 背景

### 早年生活
吳錫輝早年居住在香港島上環德輔道西近三角碼頭的住宅成長，12歲移居牛頭角花園大廈；有2兄2姊，父親管理一間碼頭客棧的接待生意。吳就讀位於銅鑼灣東院道聖公會聖馬利亞堂小學（小一至小三）、一所位於中西區的小學（小四）、慈幼學校（小五至小六，1961年起插班）、慈幼英文學校（中一至中五）以及英華書院（中六至中七），在校時參與足球運動，與前香港財政司司長梁錦松為1968年至1970年預科同班同學，另一同屆畢業同學計有前香港教育學院教育政策與行政學系系主任黃炳文。吳錫輝在香港公開試中各在中文科與英文科取得B級成績，是著名語言學者陳耀南的學生。
他在1970年報讀香港大學，主修英國文學和翻譯。1973年大學畢業後，到銀行應徵見習行政人員，不久從《南華早報》中看到香港電台招聘助理節目主任（廣播劇），隨即前往應徵。其入職香港電台的原因出於自己修讀的大學本科適合他擔當有關職位，如是通過後來成為中文台台長的張漢彪、廣播劇組主管何楚雲和廣播劇監製李安求給予的面試，獲時任香港電台中文台台長周乃揚錄用。但因周氏病重，於是把聘用行政程序延後1年執行，吳唯有先到新法書院文福道分校任教中六英文科1年，與劇作家杜國威共事；晚間則與劉家傑在九龍靜宜女子中學教授夜校口語班，米雪是吳當年的學生之一。

### 事業發展
其時吳錫輝本獲聖貞德中學錄用為高中英文科教師，卻礙於頭髮太長而引起校方不滿，才選擇入職新法書院。1974年3月任職新法書院期間，隨著朱培慶要到英國廣播公司接受在職訓練，吳錫輝被安排暫時主持青年論壇廣播節目《縱橫談》。當朱培慶一年後受訓完畢，吳錫輝便在時任香港電台中文台副台長鄭鏡彬提出節目改革下，夥拍朱氏主持第二台節目《青春交響曲》，又在廣播劇組工作，同時每星期到徙置區為市政局主持「青春交響曲之夜」交流活動，以收集民間回響。及後在1976年初接替朱培慶肩負《青春交響曲》節目監製一職。
1978年，吳錫輝與張文新一同創辦「十大中文金曲頒獎音樂會」，1981年4月被晉升為高級節目主任，同年6月協助建立香港電台第二台及出任台長，招攬了一批新唱片騎師，包括林珊珊、夏妙然、何嘉麗、鄧惠欣以及王雅文，1984年籌辦全港十八區業餘歌唱比賽。入職香港電台期間，吳錫輝曾被派到史丹福大學修讀行政課程，到了1986年升為中文台台長，交由張文新於1987年接捧原來職位；1988年正式退居幕後便不再主持節目。
吳錫輝在1993年被升為助理廣播處長（電台及節目策劃），1990年代末轉向管理電視及機構業務。至1999年基於朱培慶出任廣播處長一職，而於2000年被擢升為副廣播處長。2002年至2006年，他獲委任為官守太平紳士。2006年跟隨舊電台退休制度，以55歲之齡提早退休。 
2006年至2010年，他獲香港浸會大學傳理與影視學院新聞系教授李月蓮邀請，為香港浸會大學13堂電影電視與數碼媒體藝術（製作）碩士課程擔任講師，講解公營廣播機構政策。退休後同步在香港大學新聞及傳媒研究中心擔任講師2年。2010年由於獲南方國際傳媒控股邀請出任點心衛視珠三角媒體顧問，他辭去教職。同期在中國內地公幹，期間時常到東莞市一帶尋找美食，在受到啟發下創作兼主持飲食電視節目《輝哥的饌賞》。現時仍參與製作外購節目，2015年至2018年為《明報》撰寫專欄「London Eye」。

## 個人生活
吳錫輝曾有兩段婚姻，第二任妻子為唱片騎師鄧藹霖。二人於1977年認識，1982年至1984年交往，1986年1月到香港大會堂註冊結婚，現育有兩名兒子，其中長子患有讀寫障礙。2010年代曾為照顧兒子而移居英國。
而吳本人沒有宗教信仰。1970年至2015年間保持吸煙習慣，直至有一天咳嗽且喘不過氣而決定戒煙。

## 節目主持
廣播節目（香港電台）
- 1974年 縱橫談
- 1974年至1988年 青春交響曲

電視節目
- 2013年 輝哥的饌賞（now TV）
- 2014年 輝哥的饌賞（貳）（now TV）
- 2014年 三個喼神自由行（有線電視）[53]
- 2015年 望子成才（兼任監製、無綫電視）
- 2016年 望子成才 － 美國篇（兼任監製、無綫電視）
- 2018年 輝哥為食遊（兼任監製、無綫電視）
- 2019年 輝哥為食遊II（無綫電視）[54]
- 2020年 輝哥為食遊III（兼任監製、無綫電視）
- 2021年 輝哥為食遊IV（兼任監製、無綫電視）

## 節目嘉賓
- 2023年 馬時亨香港情（第7集、無綫電視）

## 外部連結
- 吳錫輝的Instagram帳戶
- 香港電台第二台廣播節目《守下留情》吳錫輝訪問（一），2018年11月19日
- 香港電台第二台廣播節目《守下留情》吳錫輝訪問（二），2018年11月20日
- 香港電台第二台廣播節目《守下留情》吳錫輝訪問（三），2018年11月21日
- 香港電台第二台廣播節目《守下留情》吳錫輝訪問（四），2018年11月22日
- 香港電台第二台廣播節目《守下留情》吳錫輝訪問（五），2018年11月23日